# Lilly Aspell

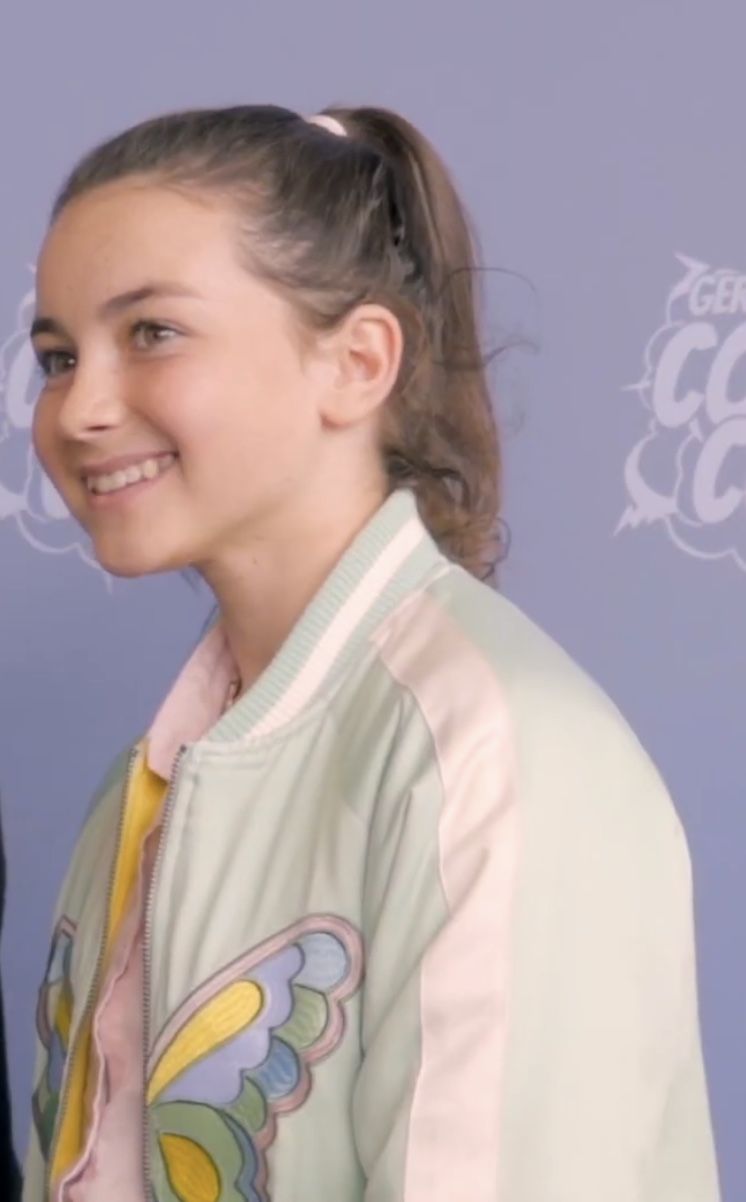
Lilly Aspell, 2021

Lilly Aspell (* 23. Oktober 2007 in Kilmarnock) ist eine schottische Schauspielerin und Springreiterin.

## Leben
Lilly Aspell, die durch ihre Verwandtschaft bereits frühzeitig mit dem Pferdesport in Verbindung kam, wurde während eines Einkaufsbummels mit ihren Eltern auf der Londoner Oxford Street von einem Casting-Agenten für den Film entdeckt und wirkte bald darauf in dem US-amerikanischen Spielfilm Wonder Woman mit. Gegenüber der BBC verriet die vom Reitsport wie von der Schauspielerei gleichermaßen begeisterte Aspell von ihrem Traum, einmal die erste Person zu sein, die sowohl eine olympische Goldmedaille als auch einen Oscar als beste Hauptdarstellerin gewinnen würde.

## Spielfilme
- 2017: Wonder Woman
- 2018: Extinction
- 2018: Holmes & Watson
- 2020: Wonder Woman 1984
- 2023: Retribution – Vergeltung (Retribution)
- 2024: Die junge Frau und das Meer (Young Woman and the Sea)
- 2024: Here